# Menhirs de Pontaret
Les menhirs de Pontaret sont deux menhirs situés à Lugasson dans le département français de la Gironde.

## Description
Les deux menhirs sont situés à environ 280 m l'un de l'autre. En raison de leur situation aux confins de trois communes limitrophes, ils ont historiquement servi de bornes cadastrales, le menhir n°1 est d'ailleurs localement appelé La Grande Borne.

### Menhir n°1
C'est un mégalithe en calcaire à astéries. Le monolithe mesure 0,65 m de largeur à la base et 1,90 m de haut mais lorsqu'il fut relevé dans les années 1930, il fut enfoncé plus profondément qu'à l'origine et désormais il ne dépasse du sol que de 1,60 m. Son épaisseur maximum est de 0,55 m. Il sert de borne communale entre les communes de Lugasson et de Frontenac.

### Menhir n°2
Le menhir était encore debout au début du XXe siècle, il est désormais renversé au sol. Il mesure 1,75 m de long. Historiquement, il servait de borne communale aux communes de Lugasson, Frontenac et Blasimon. Au début du XXe siècle, la tradition locale voulait que les maires des trois communes s'y retrouvent une fois l'an pour banqueter.